# Megan Prescott
Megan Prescott (London, 1991. június 4. –) angol színésznő. 
Leinkább a Skins című brit televíziós sorozat szereplőjeként ismert.

## Életpályája
1991. június 4-én született Palmers Green-ben, Londonban. Ikertestvérénél, Kathryn Prescottnál hat perccel fiatalabb. Általános iskoláját a Palmers Green High School-ban végezte, majd tanulmányait a St. John’s Senior School középiskolában folytatta. A középiskola után főiskolára ment.
Ikertestvére, Kathryn egy interjúban elárulta, hogy Megan szívesen dobol.
karrierje 2008-ban indult az angol BBC-n futó Doctors című sorozattal. Az igazi áttörést neki is a Skins hozta meg, amelyben 2009–2010 között szerepelt.

## Filmjei
- Doctors (2008)
- Skins (2009-2010)
- A néma szemtanú (2012)
- Holby Városi Kórház (2013)

## Fordítás
- Ez a szócikk részben vagy egészben  a   Megan Prescott című angol Wikipédia-szócikk fordításán alapul.  Az eredeti cikk szerkesztőit annak laptörténete sorolja fel. Ez a jelzés csupán a megfogalmazás eredetét és a szerzői jogokat jelzi, nem szolgál a cikkben szereplő információk forrásmegjelöléseként.